# Кубок Імператора Японії з футболу 2024
Кубок Імператора Японії з футболу 2024 — 104-й розіграш кубкового футбольного турніру в Японії. Титул володаря кубка здобув Віссел Кобе.

## Календар
| Раунд        | Дата               | Матчі | Клуби   |
| ------------ | ------------------ | ----- | ------- |
| Перший раунд | 25–26 травня 2024  | 24    | 88 → 64 |
| 1/32 фіналу  | 12 червня 2024     | 32    | 64 → 32 |
| 1/16 фіналу  | 10–17 липня 2024   | 16    | 32 → 16 |
| 1/8 фіналу   | 21 серпня 2024     | 8     | 16 → 8  |
| 1/4 фіналу   | 11–25 вересня 2024 | 4     | 8 → 4   |
| 1/2 фіналу   | 27 жовтня 2024     | 2     | 4 → 2   |
| Фінал        | 23 листопада 2024  | 1     | 2 → 1   |

## 1/16 фіналу
| Команда 1                       | Рахунок      | Команда 2                     |
| ------------------------------- | ------------ | ----------------------------- |
| 10 липня 2024                   |              |                               |
| Віссел Кобе                     | 2–0          | Токусіма Вортіс (2)           |
| Касіва Рейсол                   | 2–1 дч       | Цукубський університет (5)    |
| Сересо Осака                    | 1–2 дч       | Ванфоре Кофу (2)              |
| Альбірекс Ніїґата               | 1–6          | В-Варен Нагасакі (2)          |
| Касіма Антлерс                  | 2–1          | Фудзіеда МІФК (2)             |
| Саґан Тосу                      | 3–1          | Йокогама (2)                  |
| Кіото Санґа                     | 3–1          | Сімідзу С-Палс (2)            |
| Йокогама Ф. Марінос             | 2–2 пен. 5–4 | Міто Холліхок (2)             |
| Ґамба Осака                     | 2–1          | Тегевахаро Міядзакі (3)       |
| Кавасакі Фронтале               | 1–3          | Ойта Трініта (2)              |
| Токіо                           | 1–2 дч       | ДЖЕФ Юнайтед Ітіхара Тіба (2) |
| Санфречче Хіросіма              | 4–0          | Івакі (2)                     |
| Сьонан Бельмаре                 | 1–0          | Токіо Верді                   |
| Авіспа Фукуока                  | 0–2          | Ехіме (2)                     |
| Хоккайдо Консадолє Саппоро      | 6–3          | Монтедіо Ямаґата (2)          |
| 17 липня 2024                   |              |                               |
| Японський футбольний коледж (5) | 0–3          | Ренофа Ямагуті (2)            |

## 1/8 фіналу
| Команда 1                     | Рахунок | Команда 2                  |
| ----------------------------- | ------- | -------------------------- |
| 21 серпня 2024                |         |                            |
| В-Варен Нагасакі (2)          | 2–3     | Йокогама Ф. Марінос        |
| Саґан Тосу                    | 0–2     | Ренофа Ямагуті (2)         |
| Санфречче Хіросіма            | 2–0     | Ехіме (2)                  |
| Ґамба Осака                   | 3–2     | Сьонан Бельмаре            |
| Ванфоре Кофу (2)              | 1–2     | Касіма Антлерс             |
| Касіва Рейсол                 | 0–1     | Віссел Кобе                |
| Кіото Санґа                   | 2–0     | Ойта Трініта (2)           |
| ДЖЕФ Юнайтед Ітіхара Тіба (2) | 1–0     | Хоккайдо Консадолє Саппоро |

## 1/4 фіналу
| Команда 1           | Рахунок | Команда 2                     |
| ------------------- | ------- | ----------------------------- |
| 11 вересня 2024     |         |                               |
| Санфречче Хіросіма  | 1–2     | Ґамба Осака                   |
| 18 вересня 2024     |         |                               |
| Кіото Санґа         | 3–0     | ДЖЕФ Юнайтед Ітіхара Тіба (2) |
| 25 вересня 2024     |         |                               |
| Касіма Антлерс      | 0–3     | Віссел Кобе                   |
| Йокогама Ф. Марінос | 5–1     | Ренофа Ямагуті (2)            |

## 1/2 фіналу
| Команда 1           | Рахунок | Команда 2   |
| ------------------- | ------- | ----------- |
| 27 жовтня 2024      |         |             |
| Йокогама Ф. Марінос | 2–3 дч  | Ґамба Осака |
| Віссел Кобе         | 2–1     | Кіото Санґа |

## Фінал
| Команда 1         | Рахунок | Команда 2   |
| ----------------- | ------- | ----------- |
| 23 листопада 2024 |         |             |
| Ґамба Осака       | 0–1     | Віссел Кобе |